# Peter Gerhard
Peter Gerhard (* 20. August 1907 in Wien; † 29. Juni 1994 ebenda) war ein österreichischer Schauspieler bei Bühne, Film und Fernsehen.

## Leben und Wirken
Der Sohn eines Polizeioberkommissars besuchte in seiner Heimatstadt Wien das humanistische Gymnasium und studierte an der Universität der österreichischen Hauptstadt Germanistik. Anschließend ließ sich Gerhard von Jacob Feldhammer zum Schauspieler ausbilden. Frühe berufliche Erfahrungen sammelte Gerhard als Assistent von Feldhammers Chef, dem Theaterintendanten und -Regisseur Max Reinhardt während der Salzburger Festspiele. Anschließend nahm Peter Gerhard Verpflichtungen in die ehemalige k.u.k. Provinz wahr, die ihn ab 1932, beginnend mit Troppau, an kleine Bühnen in Brünn und Mährisch-Ostrau führten, ehe er wieder in Wien eintraf, wo er sich kurzzeitig dem Österreichischen Städtebundtheater anschloss. Infolge des Anschlusses Österreichs im März 1938 geriet Peter Gerhard vorübergehend in Gestapo-Haft und wurde nach seiner Entlassung eingezogen. Obwohl in Uniform, gehörte Gerhard in den beiden Spielzeiten 1942/43 und 1943/44 dem Ensemble des Karlsbader Stadttheaters an.
Gleich nach dem Zweiten Weltkrieg kehrte Gerhard in seine Heimatstadt zurück und trat dort zunächst am Renaissance-Theater sowie anschließend an den Kammerspielen und am Theater in der Josefstadt auf. Außerdem engagierte er sich beim Radiosender RAVAG und dem amerikanisch kontrollierten Konkurrenten Rot-Weiß-Rot. Gerhard hat auch als Synchronsprecher gearbeitet und ab 1946, unmittelbar nach der Befreiung, eine Reihe von kleinen Filmrollen übernommen. Dabei deckte er beim Kino- wie (ab 1957) auch beim Fernsehfilm die ganze Palette der Edelchargenrollen ab: Mal war er ein Portier, ein Conférencier, ein Lehrer, ein Diener oder ein Tanzmeister, dann aber auch wieder ein Minister, ein Kanzleirat, ein Direktor und immer mal wieder ein Professor. Zu letzterem wurde Gerhard schließlich vom österreichischen Staat im fortgeschrittenen Alter ernannt. Zeitgleich blieb der Künstler dem Theater treu und trat von Fall zu Fall auch gastweise an der Wiener Volksoper auf. Gerhard war aber auch regelmäßig zu Gast bei den saisonalen Festspielen von Melk, Perchtoldsdorf und Stockerau.
Peter Gerhard war von 1960 bis zu seiner Deckung 1970 Mitglied der Freimaurerloge Gleichheit.

## Filmografie
- 1946: Der weite Weg
- 1946: Die Welt dreht sich verkehrt
- 1948: Arlberg-Express
- 1950: Das vierte Gebot
- 1951: Rausch einer Nacht
- 1952: Knall und Fall als Hochstapler
- 1952: Ich hab’ mich so an Dich gewöhnt
- 1952: 1. April 2000
- 1953: Flucht ins Schilf
- 1953: Hab’ ich nur Deine Liebe
- 1954: Mädchenjahre einer Königin
- 1955: Ja, so ist das mit der Liebe (Ehesanatorium)
- 1956: K. u. K. Feldmarschall
- 1957: Ober, zahlen!
- 1957: Spiel im Schloß (TV)
- 1957: Wien, du Stadt meiner Träume
- 1957: Lachendes Wien
- 1958: Eva küßt nur Direktoren
- 1958: Heiratskandidaten
- 1958: Hallo Taxi
- 1958: Adams Garten (TV)
- 1958: Blitzmädels an die Front
- 1960: Ich heiße Robert Guiscard (TV)
- 1960: Warum lügst du, Cherie? (TV)
- 1961: G’schichten aus dem Wienerwald (TV)
- 1961: Vor Jungfrauen wird gewarnt
- 1962: Weekend-Party (TV)
- 1962: Die Schule der Ehe, die Schule der Gatten, die Schule der Gattinnen, ein Kurs für Fortgeschrittene in 2 Lektionen (TV)
- 1962: Professor Bernhardi (TV)
- 1962: Die lustige Witwe
- 1963: Der Bockerer (TV)
- 1963: Bilanz der Saison (TV)
- 1963: Leocadia (TV)
- 1963: Ferien vom Ich
- 1963: Das alte Hotel (Fernsehserie, 2 Folge)
- 1964: Hilfe, meine Braut klaut
- 1964: Volkscafé (TV)
- 1964: Ein Mensch wie du und ich (TV)
- 1964: Professor Bernhardi (TV)
- 1964: … und sowas muß um 8 ins Bett
- 1965: Radetzkymarsch (TV)
- 1965: Leinen aus Irland (TV)
- 1966: Familie Schimek (TV)
- 1966: Maigret und sein größter Fall
- 1966: Die Schule der Frauen (TV)
- 1967: Wiener Schnitzel
- 1967: Der Bauer als Millionär (TV)
- 1968: Ein Denkmal fährt Rad (TV)
- 1968: Die Begnadigung (TV)
- 1969: Die Eintagsfliege (TV)
- 1971: Letzte Grüße, lieber Charlie (TV)
- 1971: Anton und Antonia (TV)
- 1972: Die Abenteuer des braven Soldaten Schwejk (Fernsehserie, eine Folge)
- 1974: Arsène Lupin (Fernsehserie, eine Folge)
- 1980: Der Gute (TV)
- 1983: Tatort: Mord in der U-Bahn (TV)
- 1983: Gasparone (TV)
- 1987: Die liebe Familie (Fernsehserie, eine Folge)
- 1987–1989: Heiteres Bezirksgericht (Fernsehserie, zwei Folge)
- 1989: Ignaz Semmelweis – Arzt der Frauen (TV)